# カンスゲ
カンスゲ（寒菅、学名：Carex morrowii）は、カヤツリグサ科スゲ属の大柄な常緑のスゲである。蓑を作るのに用いられたこともある。

## 特徴
山間部では身近に生育する大型のスゲの代表的なものとして、さまざまに利用されてきた。
幅広くやや厚みのある固い葉をしており、常緑性で冬も葉をつけている。寒菅の名もこれに由来するものである。多数の根出葉をそれぞれやや斜め上に伸ばす。葉の縁はざらつく。株は大きくなり高さ30cm以上にもなる。葉の根元は黒紫色になる。根元から匍匐茎を出す。
花穂は四月頃から出る。1つの株から多数が出る。穂は葉より高くは伸びず、葉の間から姿を見せる。先端には褐色で細長い紡錘形の雄小穂がつく。それより下の花茎からは数個の雌小穂が出る。雌小穂は細長い棒状で、下の方のものにははっきりした柄があり、いずれも上を向いてやや立つ。雌小穂の基部には苞があるが、鞘の先の葉状部は針状になっている。
雌小穂は、鱗片、果胞共に淡い色なので、黄色っぽく、あるいは白っぽく見える。果胞はとがった嘴があって、そりかえる。穂全体としては、嘴が外に向いてとがるので、刺々した感じになる。
山間の谷間に多く、特に水辺で多くみられ、多い場所では一面に群生する。本州の中部太平洋側から中国地方、四国、九州に分布する。変種のホソバカンスゲ(var. temnolepis (Franch.) Ohwi)は、日本海側に分布し、葉が細い。
かつては刈り取って蓑や傘を作るのに用いた。また、斑入り品を栽培することもある。

## 近縁種
近縁のオクノカンスゲ(C. folissima F. Schmidt)は全体によく似ているが、新芽の時に鞘が長く、黒褐色に発色するのが特徴である。形態に変異が多く、いくつかの変種が報告されているが、詳細については意見が分かれる。
ミヤマカンスゲ(C. dolichostachya Ohwi.)も変異の多い種である。雌小穂がはるかに細く見えるのが特徴である。その他の主な特徴はカンスゲと共通する部分が多いが、地方によってさまざまな変異が見られる。カンスゲに似た姿をしたものもあるが、葉の幅が広く、柔らかい感じのものは、全く違った姿に見えるものもある。匍匐茎がないのが普通ながら、出るものもある。さまざまな変種が記載されており、現在も地方変異を分ける試みが提案されているが、定まった説はない。ハチジョウカンスゲ(C. hachijoensis )は、伊豆八丈島の固有種である。オオシマカンスゲ(C. oshimensis)も伊豆諸島の固有種であるが、こちらはヒメカンスゲの近縁種とも言われる。
ヒメカンスゲ(C. conica Boott)は、これまで挙げたものに比べると、かなり小型のスゲで、山野の日当たりのよいところから、谷間まで、さまざまなところに生える。全体として、カンスゲを小型にしたような姿であるが、これも変異の幅が広い。花は早いものは三月末から咲き始める。雄小穂から伸び出す雄しべが黄色く鮮やかで、スゲ属の中では例外的に華やかに見える。
日本のスゲ類では、常緑性のものはそう多くない。その中で、類縁の遠いものでも、常緑で固い葉をもつスゲはカンスゲの名をつけられる傾向がある。コカンスゲ(C. reinii)は、山地の林内に生え、細くて固い葉を伸ばし、匍匐茎がよく発達する。細長い花茎に数個の大きな小穂をぶら下げる。小穂は先端に棒状の雄花部がある雄雌性で、果胞は大きく、嘴があって反り返る。イワカンスゲ(C.makinoensis)、コイワカンスゲ(C. chrysolepis)はいずれも山地の岩場に生え、小穂は黒っぽく色づく。

## 分類
スゲ属 Carex
- ヌカスゲ節 Sect. Mitratae
  - カンスゲ C. morrowii Boott var. morrowii
    - ホソバカンスゲ C. morrowii Boott var. temnolepis (Franch.) Ohwi

  - オクノカンスゲ C. foliosissima Fr. Schm.
  - オオシマカンスゲ C. oshimensis Nakai